# Exocentrus parassamensis
Exocentrus parassamensis är en skalbaggsart som beskrevs av Stefan von Breuning 1975. Exocentrus parassamensis ingår i släktet Exocentrus och familjen långhorningar. Inga underarter finns listade i Catalogue of Life.